# Серро-Ларго
Серро-Ларго (исп. Cerro Largo) — один из департаментов Уругвая, расположен в восточной части страны. Площадь — 13 648 км² (7,79 % от общей площади Уругвая). Административный центр — город Мело, расположен в 387 км от Монтевидео.

## Климат
Климат региона характеризуется как умеренный влажный. Средние температуры составляет 17-18 °С, среднегодовой уровень осадков: 1000—1200 мм. В городе Мело была зафиксирована рекордно низкая для страны температура: — 11 °С (14 июня 1967).

## Население
По данным на 2004 год население составляет 86 564 человек (2,67 % от населения Уругвая). Средняя плотность населения: 6,34 чел./км². Рождаемость: 17,29 на 1000 человек. Смертность: 8,98 на 1000 человек. Средний возраст населения: 31,6 год. Средняя продолжительность жизни: 74,45 года (70,3 лет у мужчин и 78,77 лет у женщин).
| Населённый пункт | Население, чел. (2011) |
| ---------------- | ---------------------- |
| Мело             | 51 830                 |
| Рио-Бранко       | 14 604                 |
| Фрайле-Муэрто    | 3168                   |
| Исидоро-Ноблия   | 2331                   |
| Асегуа           | 1511                   |
| Тупамбе          | 1122                   |

| Населённый пункт     | Население, чел. (2011) |
| -------------------- | ---------------------- |
| Баррио-Лопес-Бенитес | 522                    |
| Иподромо             | 505                    |
| Лаго-Мерин           | 439                    |
| Пласидо-Росас        | 415                    |
| Баррио-ла-Винчука    | 388                    |
| Аревало              | 272                    |
| Серро-де-лас-Куэнтас | 263                    |
| Баньядо-де-Медина    | 207                    |
| Трес-Ислас           | 193                    |

## Административное деление
Департамент Серро-Ларго делится на 2 муниципалитета:
- Фрайле-Муэрто (Fraile Muerto)
- Рио-Бранко (Río Branco)